# Lion Schulman

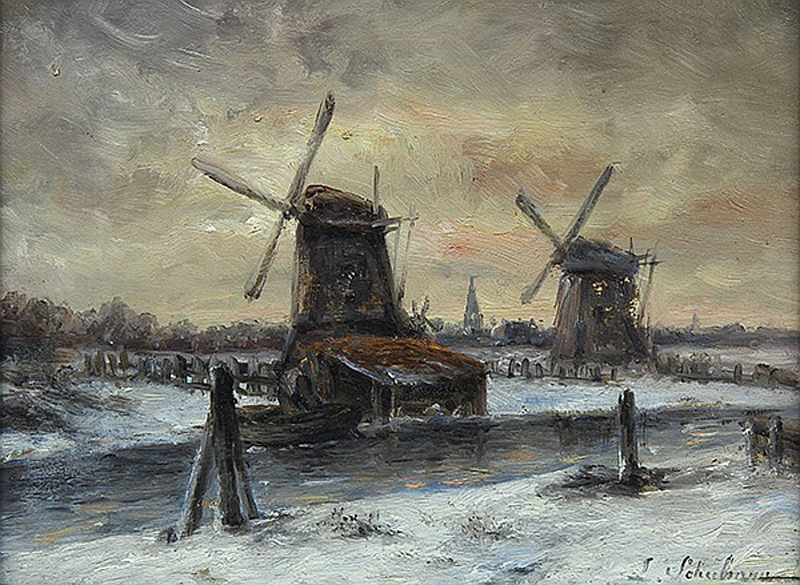
Mühlen in Laren

Lion Schulman (* 27. März 1851 in Hilversum; † 19. Februar 1943 im KZ Auschwitz) war ein niederländischer Landschaftsmaler jüdischer Abstammung.
Schulman wurde zunächst von seinem Vater, einem Goldschmied und Silberschmied, zum Juwelier ausgebildet. Danach war Lion Schulman von 1866 bis 1873 Schüler bei James de Rijk. 
Auf Empfehlung von „Arti et Amicitiae“ erhielt er 1880 ein königliches Stipendium für die Weiterbildung bei Johannes Hermanus Barend Koekkoek. Er arbeitete auch einige Zeit mit Koekkoek in London. Schulman eröffnete Kunstsalons in Rotterdam (1890), Hilversum (1894) und Laren (1898). Sein Sohn David Schulman half ihm im Geschäft in Laren. 1895 organisierte Schulman die erste große Ausstellung mit Werken von Malern der Larener Schule. Er heiratete 1880 und wurde Vater von Johanna, Louis, David und Margot.
Nach dem Tod seiner Ehefrau 1929 und erlittenem Schlaganfall lebte Schulman mit seiner Tochter Margot und seinem Schwiegersohn Willem Willing, einem Reporter des „Amersfoortsch Daglad“, in Amersfoort. 
Zu seinen Schülern gehörten Arend Hijner und Johan Jacob Lambertus Vlaanderen.
Während des Zweiten Weltkriegs war Schulman mit seiner Tochter und dem Schwiegersohn gezwungen, nach Amsterdam zu ziehen, und Schulman war kurz im Altersheim „Glück“ in der Sarphatistraat untergebracht. Nach wenigen Tagen wurde er dann über das Durchgangslager Westerbork ins KZ Auschwitz deportiert, wo er im Februar 1943 im Alter von 91 Jahren vergast wurde.